# Казанцев, Владимир Гаврилович
Владимир Гаврилович Казанцев (1849, Екатеринбург, Российская империя — 8 сентября 1902, Полтава, Российская империя) — уральский живописец-пейзажист, академик живописи. Один из первых профессиональных художников Екатеринбурга.

## Биография
Родился в екатеринбургской купеческой старообрядческой семье. Его отец Гавриил Фомич и дед Фома Федотович были купцами, золотопромышленниками и, каждый в своё время, побывали в должности главы города. Владимир Гаврилович Казанцев окончил мужскую гимназию (был одним из первых её выпускников) и поступил в Московский университет на юридический факультет. Нет никаких данных, что в то время он интересовался живописью.
Прабабкой Владимира Казанцева была Мария Герасимовна Казанцева, происходившая из Невьянска (семьи Богомоловых), славящегося своей старообрядческой иконописью. Но к моменту его рождения родители уже перешли в единоверие из карьерных соображений.
Будущий художник окончил юридический факультет в 1870 году и начал работал по специальности — судебным следователем в Перми. Но не добился сколько-нибудь заметных результатов на этом поприще.
Смерть отца в 1874 году вынудила Владимира Гавриловича вернуться в Екатеринбург заняться делами семейных предприятий. Под его началом оказались прииски в четырёх губерниях, основными были прииски в Кочкарской золотоносной системе.
Осенью 1879 года вместе со своим братом Гавриилом Казанцевым учредил первый любительский драматический театр в Екатеринбурге и трудился в нём в качестве оформителя.
На следующий год (1880) он окончательно расстаётся с юридической службой, передает управление семейной фирмой брату, уезжает в Петербург и поступает в Академию Художеств — в класс к М. К. Клодту, чьё влияние прослеживается во многих последующих работах Казанцева.
В 1884 окончил Академию со званием классного художника второй степени и вернулся в Екатеринбург. В Екатеринбурге и на Урале рисовал пейзажи до 1893 года.
В 1887 представил свои работы на Сибирско-Уральской научно-промышленной выставке. Был удостоен золотой медали УОЛЕ.
В 1890 был удостоен золотой медали Казанской научно-промышленной выставки.
В 1891 получил звание классного художника первой степени.
В 1893 переехал в Петербург, где провел три года. В это же время его портреты пишут А. М. Гаврильцев, В. В. Поляков и И. С. Галкин
Остатки своих дней, 1896-1903 года Владимир Казанцев жил и работал в Полтаве, где вернулся к деятельности по оформлению спектаклей.
Большое количество работ в результате Гражданской войны оказалось в Иркутском областном художественном музее.

## Наиболее известные работы

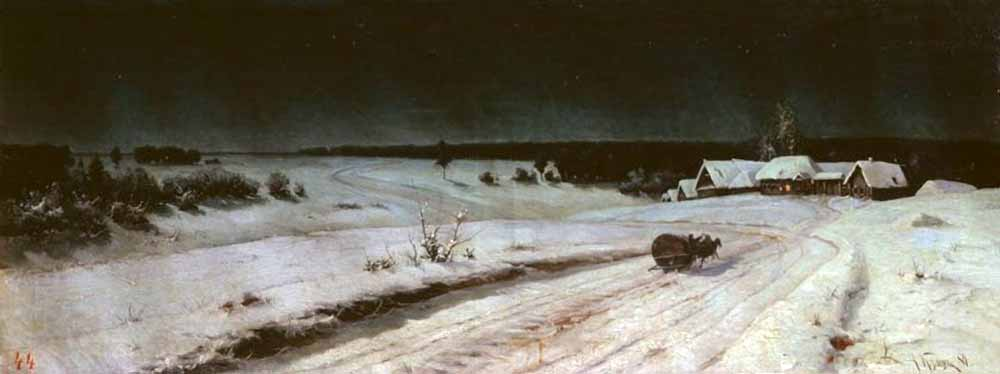
«Морозная ночь»

### Времён ученичества уВ. Д. Орловского

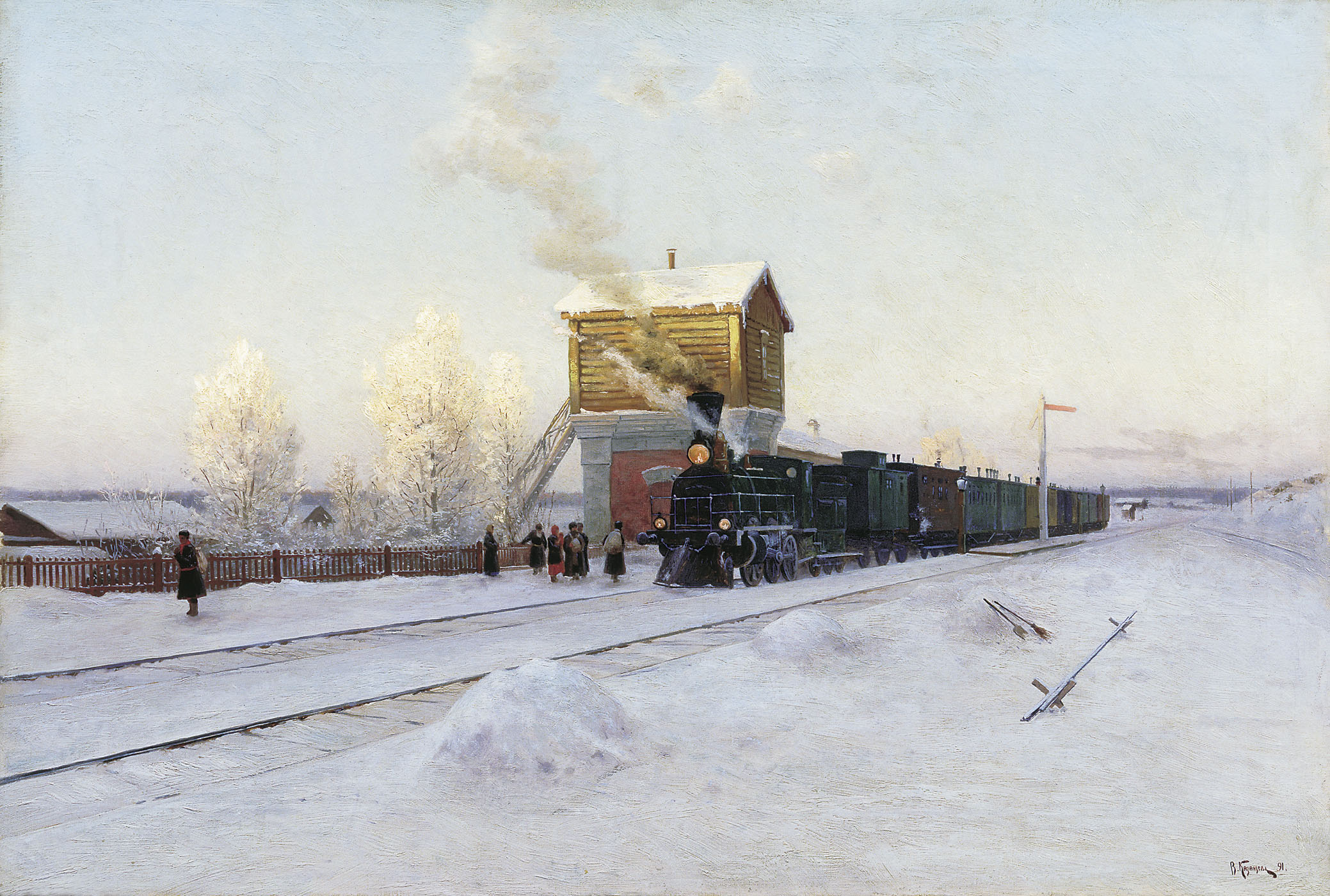
«На полустанке». Холст, масло, 63x90, 1891

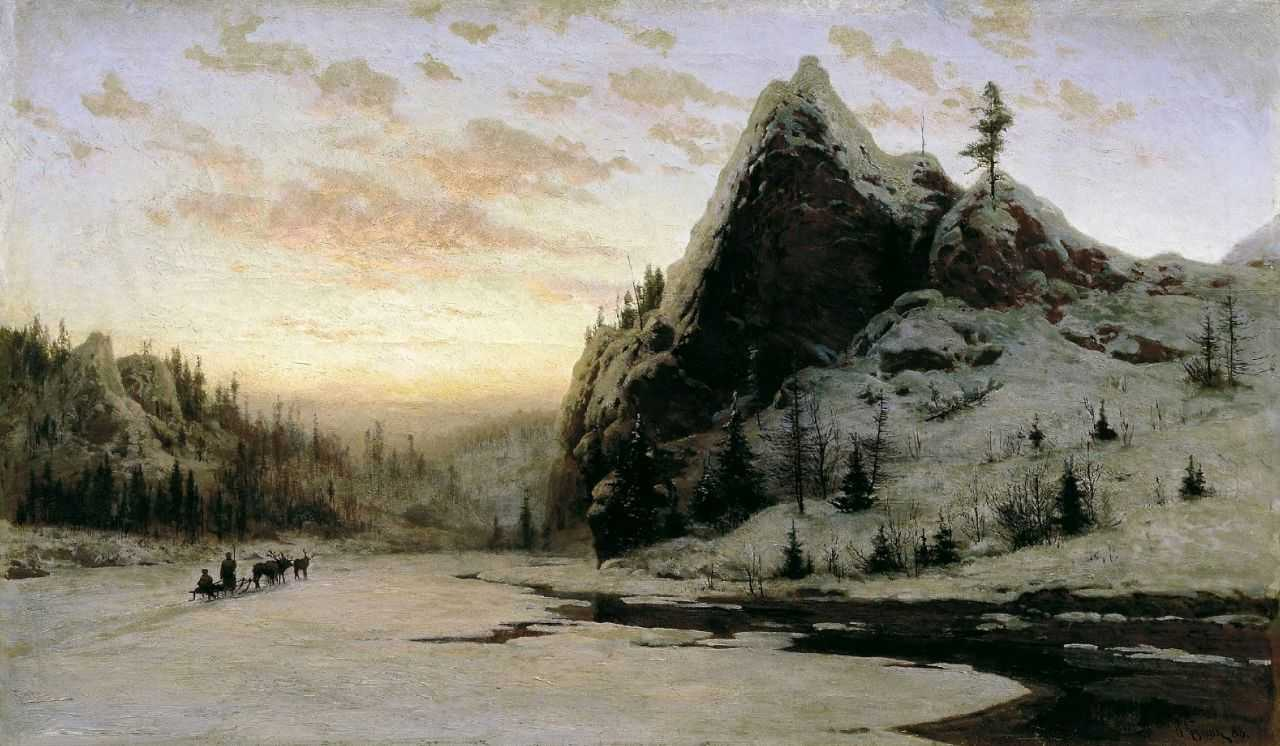
«На Урале». Холст, масло, 71x120, 1888

1881 — «Пейзаж с рекой»
1882 — «Лесная дорога»

### По возвращении на Урал
1884 — «За Урал», «Морозная ночь»
1885 — «Утро на р. Косьве», «На Урале»
1886 — «Полдень на Севере»
1888 — «Туман на Чусовой»
1891 — «На полустанке»
«Вечер в Каслях»
«К ветру»
В 1894 году получил звание академика живописи за картину «Листопад».